# Peter Pawlowitsch Schafirow

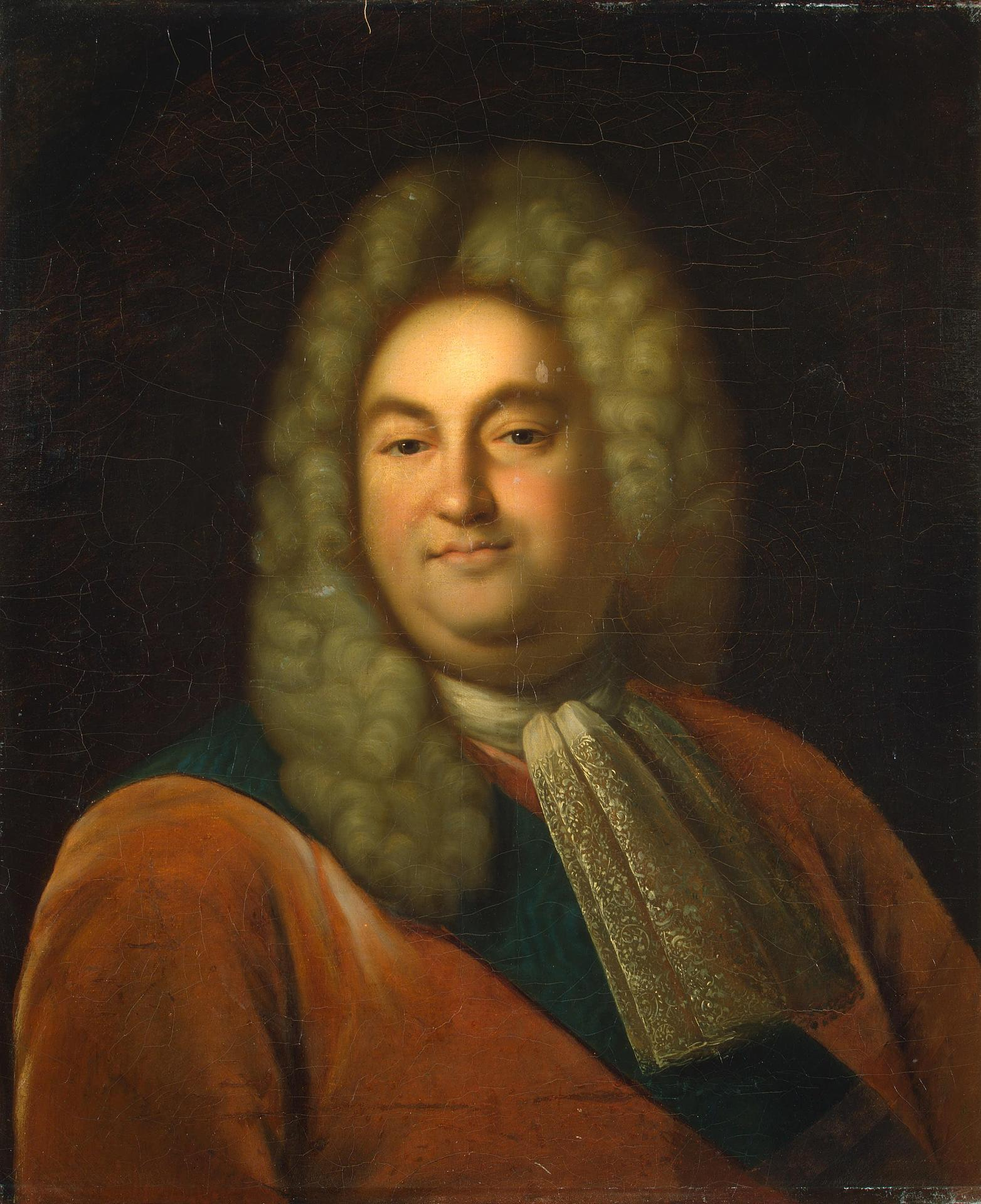
Peter Pawlowitsch Schafirow

Baron Peter Pawlowitsch Schafirow (russisch Пётр Павлович Шафиров; * 1669; † 1739 in Sankt Petersburg) war russischer Vizekanzler unter Peter I.

## Leben
Schafirow wurde 1669 als Sohn eines jüdischen Kommissärs aus Polen geboren. Diesen erhob nach seiner Taufe Alexei I. in den Adelsstand. Peter P. Schafirow war zunächst bei einem Tuchhändler angestellt und wurde dann Kopist in der Kanzlei des Zaren, in der er durch Intelligenz und Fleiß auffiel. Außerdem sprach er sechs Sprachen, darunter Latein, und begleitete den Zaren auf seiner ersten Reise nach Westeuropa. 
In Russland wurde er nach der Rückkehr Direktor der Post und Geheimer Rat beim Gesandtschaftsprikas. Er arbeitete z. B. einen Heiratsvertrag für Peter den Großen aus. 
Nach der Schlacht bei Poltawa 1709 stieg er zum Vizekanzler auf und übte maßgeblichen Einfluss auf die Außenpolitik aus. Vor der Schlacht am Pruth riet er zusammen mit Kanzler Gabriel Iwanowitsch Golowkin, gegen den Rat der ausländischen Offiziere, zum Weitermarsch ins feindliche Gebiet, der mit der Einkreisung der russischen Armee endete. In dieser Situation soll die Geliebte des Zaren, Katharina, Schafirow ihr Gold und ihre Juwelen gegeben haben, worauf dieser den türkischen Großwesir mit diesen Dingen und 3.000 Rubel (nach dem englischen Gesandten Whitworth) oder 200.000 Dukaten (nach Moreau) bestochen habe. Die Wahrheit dieser Geschichte wird aber angezweifelt. Jedenfalls wurden Schafirow und der Sohn des Generals Scheremetjew als Garanten für die Einhaltung des mit den Osmanen geschlossenen Vertrages als Geiseln im türkischen Jedi Kule untergebracht. Dort befand sich bereits der russische Gesandte Pjotr Andrejewitsch Tolstoi. Selten wurde Schafirow vom Sultan mit Ehren empfangen. Die Restzeit verbrachte er in einem Kerker, in dem ihn unangenehme Gerüche und mangelndes Licht plagten. In den Briefen, die er nach Russland schrieb, finden sich auch Todesängste. Schließlich gelang es ihm, von englischen und niederländischen Diplomaten unterstützt, am 5. April 1712 einen neuen Friedensvertrag auf 25 Jahre zu schaffen, der allerdings erst am 7. Oktober des folgenden Jahres ratifiziert wurde und ihm die Freiheit brachte. In Russland empfing man ihn mit großen Ehren, machte ihn zum Baron und verlieh ihm den Sankt-Andreas-Orden. Er lebte darauf im Petersburger Palais. Seine Töchter heirateten die Fürsten Dolgoruki, Gagarin, Chowanski und Saltykow. Sein Sohn Jesaias wurde Kammerherr.
Weitere außenpolitische Impulse waren die Versuche, die europäischen Staaten zur Anerkennung Peters I. als Kaiser zu bewegen. An der Reise des Zaren nach Paris 1717 nahm auch Schafirow teil. Hierbei verhandelte er mit Marschall d’Huxelles und machte den Vorschlag, ein Treuebündnis mithilfe von Defensiv-Vereinbarungen und einem Stopp der französischen Subsidienzahlungen an Schweden zu schaffen. Die Verhandlungen liefen jedoch weitgehend erfolglos ab.
Dabei verwickelte er sich immer mehr in Intrigen, wobei sein Feind Alexander Danilowitsch Menschikow war, und veruntreute öffentliche Gelder. Ein außerordentliches Gericht verurteilte ihn deswegen am 23. Februar 1723 zum Tod. Drei Tage später fand eine Scheinhinrichtung statt, bei der der Henker das Beil neben ihn auf dem Richtblock fallen ließ. Hierauf wurde er in Anbetracht der langjährigen und bedeutenden Verdienste gegenüber dem Zaren verbannt und sein Besitz eingezogen. Er wurde zunächst nach Sibirien, dann nach Nowgorod verbannt. Nach dem Tode Peters des Großen wurde Schafirow aus dem Gefängnis entlassen und beauftragt, eine Biographie des Verstorbenen zu schreiben. Sein ehemaliger Untergebener und erfolgreicher Rivale Heinrich Johann Friedrich Ostermann (Andrej Osterman) hinderte Schafirow erfolgreich daran, in seinen letzten Lebensjahren ein hohes Amt zu bekleiden.